# راس الركبة (لودر)

تعديل مصدري - تعديل

راس الركبة هي إحدى قرى عزلة زارة بمديرية لودر التابعة لمحافظة أبين، بلغ تعداد سكانها 34 نسمة حسب تعداد اليمن لعام 2004.